# Love & Letter (альбом)
Love & Letter (также известен как First Love & Letter) – первый студийный альбом южнокорейского бойбенда Seventeen, который был выпущен 25 апреля 2016 года. Альбом является продолжением двух предыдущих мини-альбомов группы – «17 Carat» и «Boy Be».

## Написание и релиз
Альбом содержит десять песен, основой в которых является опыт первой любви. «Pretty U» была выбрана главной песней, и исполнялась на многих музыкальных шоу в течение двух и более месяцев. В это время группа заработала свои первые две победы на «Show Champion». Первая победа была 4 мая, а следующая – 11 мая. Некоторые треки являются специальными версиями предыдущих выпущенных группой песен.
Участники группы во многом помогали в создании альбома, они являются авторами или соавторами, композиторами или сокомпозиторами почти каждой песни. Альбом попал на третью строчку мирового альбомного чарта Billboard, а также на пятое место чарта Top Heatseekers. Промосингл «Pretty U» достиг третьей строчки в мировом сингловом чарте Billboard, что стало их лучшим результатом.
24 июня 2016 года группа выступила на музыкальном фестивале KCON в Нью-Йорке.

## Переиздание альбома
4 июля 2016 года было выпущено переиздание альбома с пятью новыми треками, включая новый промосингл «Very Nice».

## Список композиций
| №   | Название                                                          | Текст песни                                  | Музыка                                 | Длительность |
| --- | ----------------------------------------------------------------- | -------------------------------------------- | -------------------------------------- | ------------ |
| 1.  | «Chuck» (엄지척; eomjicheok)                                      | Woozi S.Coups Vernon Wonwoo Mingyu Dino      | Woozi Won Youngheon Dong Nehyung       | 2:58         |
| 2.  | «Pretty U» (예쁘다; yeppeuda)                                     | Bumzu Woozi S.Coups Vernon Seungkwan         | Bumzu Woozi Won Youngheon Dong Nehyung | 3:27         |
| 3.  | «Still Lonely» (이놈의 인기; inomui ingi)                         | Woozi Vernon Wonwoo Seungkwan Hoshi          | Woozi Lee Hyundo Kim Jinhwan           | 3:26         |
| 4.  | «Hit Song» (유행가; yuhaengga)                                    | Bumzu S.Coups Vernon Mingyu Dino             | Bumzu                                  | 3:43         |
| 5.  | «Say Yes»                                                         | Kiggen Woozi Seungkwan Dokyeom               | Kiggen                                 | 3:50         |
| 6.  | «Drift Away» (떠내려가; tteonaeryeoga)                            | Woozi S.Coups Seungkwan Mingyu Hoshi         | Woozi                                  | 3:09         |
| 7.  | «Adore U» (Версия саб-группы вокала) (아낀다; akkinda)            | Bumzu Woozi S.Coups Vernon Seungkwan Dokyeom | Bumzu Woozi Yeom Donggun               | 3:44         |
| 8.  | «Monday To Saturday» (Версия саб-группы хип-хопа) (만.세; man.se) | Bumzu Woozi S.Coups Vernon Wonwoo Mingyu     | Bumzu Woozi S.Coups Vernon             | 3:23         |
| 9.  | «Shining Diamond» (Версия саб-группы выступлений)                 | Woozi S.Coups Vernon Kim Minjung             | Woozi Master Key Lissie                | 2:30         |
| 10. | «Love Letter» (사랑쪽지; sarangjjokji)                            | Woozi S.Coups Vernon Wonwoo Mingyu           | Woozi Won Youngheon Dong Nehyung       | 2:58         |

| №   | Название                                                          | Текст песни                                      | Музыка                                    | Длительность |
| --- | ----------------------------------------------------------------- | ------------------------------------------------ | ----------------------------------------- | ------------ |
| 1.  | «No F.U.N»                                                        | Woozi S.Coups Vernon Wonwoo Seungkwan Hoshi Dino | Woozi EarAttack                           | 3:01         |
| 2.  | «VERY NICE» (아주 NICE; aju nice)                                 | Bumzu Woozi S.Coups Vernon                       | Bumzu Woozi                               | 3:12         |
| 3.  | «Healing» (힐링; hilling)                                         | Woozi S.Coups Vernon Mingyu Dino                 | Woozi Won Youngheon Dong Nehyung          | 3:23         |
| 4.  | «Simple» (Woozi Solo)                                             | Woozi                                            | Woozi Won Youngheon Dong Nehyung Min Siki | 3:40         |
| 5.  | «Space» (끝이 안보여; kkeuti anboyeo)                             | S.Coups Vernon Wonwoo Mingyu                     | Bumzu                                     | 3:09         |
| 6.  | «Chuck» (엄지척; eomjicheok)                                      | Woozi S.Coups Vernon Wonwoo Mingyu Dino          | Woozi Won Youngheon Dong Nehyung          | 2:58         |
| 7.  | «Pretty U» (예쁘다; yeppeuda)                                     | Bumzu Woozi S.Coups Vernon Seungkwan             | Bumzu Woozi Won Youngheon Dong Nehyung    | 3:27         |
| 8.  | «Still Lonely» (이놈의 인기; inomui ingi)                         | Woozi Vernon Wonwoo Seungkwan Hoshi              | Woozi Lee Hyundo Kim Jinhwan              | 3:26         |
| 9.  | «Hit Song» (유행가; yuhaengga)                                    | Bumzu S.Coups Vernon Mingyu Dino                 | Bumzu                                     | 3:43         |
| 10. | «Say Yes»                                                         | Kiggen Woozi Seungkwan Dokyeom                   | Kiggen                                    | 3:50         |
| 11. | «Drift Away» (떠내려가; tteonaeryeoga)                            | Woozi S.Coups Seungkwan Mingyu Hoshi             | Woozi                                     | 3:09         |
| 12. | «Adore U» (Версия саб-группы вокала) (아낀다; akkinda)            | Bumzu Woozi S.Coups Vernon Seungkwan Dokyeom     | Bumzu Woozi Yeom Donggun                  | 3:44         |
| 13. | «Monday To Saturday» (Версия саб-группы хип-хопа) (만.세; man.se) | Bumzu Woozi S.Coups Vernon Wonwoo Mingyu         | Bumzu Woozi S.Coups Vernon                | 3:23         |
| 14. | «Shining Diamond» (Версия саб-группы выступлений)                 | Woozi S.Coups Vernon Kim Minjung                 | Woozi Master Key Lissie                   | 2:30         |
| 15. | «Love Letter» (사랑쪽지; sarangjjokji)                            | Woozi S.Coups Vernon Wonwoo Mingyu               | Woozi Won Youngheon Dong Nehyung          | 2:58         |